# Prix Ozo
Le Prix Ozo est une course hippique de trot attelé se déroulant au mois de mai sur l'hippodrome de Vincennes.
C'est une course de Groupe II réservée aux pouliches de 3 ans, ayant gagné au moins 8 500 € (conditions en 2025).
Elle se court sur la distance de 2 175 mètres (grande piste), départ volté (sur 2 700 mètres de 2017 à 2021). L'allocation s'élève en 2023 à 120 000 €, dont 54 000 € pour le vainqueur.
Son équivalent pour les mâles est le Prix Kalmia ayant lieu le même jour. Créée en 1992 pour dédoubler le prix Kalmia qui était alors également ouvert aux femelles, la course honore Ozo, jument star du début des années 1960.

## Palmarès
| Année | Vainqueur          | Père               | Driver               | Entraîneur             | Distance | Temps  |
| ----- | ------------------ | ------------------ | -------------------- | ---------------------- | -------- | ------ |
| 2025  | Mille Étoiles      | Prodigious         | Jean-Michel Bazire   | Nicolas Bazire         | 2 175 m  | 1'12"2 |
| 2024  | Liza Josselyn      | Ready Cash         | Jean-Michel Bazire   | Jean-Michel Bazire     | 2 175 m  | 1'13"1 |
| 2023  | Kana de Beylev     | Express Jet        | Benjamin Rochard     | William Bigeon         | 2 175 m  | 1'12"  |
| 2022  | Jazzy Perrine      | Django Riff        | Éric Raffin          | Tomas Malmqvist        | 2 175 m  | 1'14"7 |
| 2021  | Inoubliable        | Prodigious         | Jean-Philippe Dubois | Philippe Moulin        | 2 700 m  | 1'15"3 |
| 2020  | Havana d'Aurcy     | Royal Dream        | Alexandre Abrivard   | Jean-Michel Bazire     | 2 850 m  | 1'17"5 |
| 2019  | Green Grass        | Bold Eagle         | Gabriele Gelormini   | Sébastien Guarato      | 2 700 m  | 1'14"  |
| 2018  | Fiorella de Ted    | Up and Quick       | Franck Nivard        | Franck Leblanc         | 2 700 m  | 1'14"5 |
| 2017  | Erminig d'Oliverie | Scipion du Goutier | Franck Nivard        | Franck Leblanc         | 2 700 m  | 1'13"7 |
| 2016  | Dawana             | Ready Cash         | Gabriele Gelormini   | Philippe Allaire       | 2 175 m  | 1'13"5 |
| 2015  | Cosmic Girl        | Sam Bourbon        | Pierre Vercruysse    | Grégory Laurent        | 2 175 m  | 1'13"5 |
| 2014  | Billie de Montfort | Jasmin de Flore    | Éric Raffin          | Sébastien Guarato      | 2 175 m  | 1'13"6 |
| 2013  | Alésia d'Atout     | Défi d'Aunou       | Mathieu Mottier      | Dominique Mottier      | 2 175 m  | 1'13"3 |
| 2012  | Vanika du Ruel     | Jardy              | Franck Anne          | Franck Anne            | 2 175 m  | 1'13"6 |
| 2011  | Une Lady en Or     | Kaisy Dream        | Pierre Levesque      | Pierre Levesque        | 2 175 m  | 1'13"8 |
| 2010  | Touch of Quick     | Jasmin de Flore    | Franck Nivard        | Åke Kristoffersson     | 2 175 m  | 1'12"7 |
| 2009  | Salsa Beji         | Not Disturb        | Tony Le Beller       | Fabrice Souloy         | 2 175 m  | 1'15"  |
| 2008  | Royal Crown        | Love You           | Bernard Piton        | Jean Baudron           | 2 175 m  | 1'13"2 |
| 2007  | Qualie d'Any       | Gai d'Hautmonière  | Jean-Michel Bazire   | Jean-Michel Bazire     | 2 175 m  | 1'14"3 |
| 2006  | Pearl Queen        | Carpe Diem         | Thierry Duvaldestin  | Thierry Duvaldestin    | 2 175 m  | 1'13"7 |
| 2005  | Olivia Jet         | Halimède           | Pierre Vercruysse    | Jean-Étienne Dubois    | 2 175 m  | 1'13"8 |
| 2004  | Nina des Racques   | Coktail Jet        | Jorma Kontio         | Fabrice Souloy         | 2 175 m  | 1'14"9 |
| 2003  | Mahana             | Défi d'Aunou       | Jean-Étienne Dubois  | Jean-Pierre Dubois     | 2 175 m  | 1'16"2 |
| 2002  | Lara du Goutier    | Workaholic         | Jean-Michel Bazire   | Thierry Duvaldestin    | 2 175 m  | 1'13"5 |
| 2001  | Kiss Melody        | Extreme Dream      | Dominik Locqueneux   | Pierre-Désiré Allaire  | 2 175 m  | 1'13"6 |
| 2000  | Just Like That     | Buvetier d'Aunou   | Jean-Pierre Dubois   | Jean-Pierre Dubois     | 2 175 m  | 1'15"8 |
| 1999  | Island Dream       | Coktail Jet        | Jean-Pierre Dubois   | Jean-Pierre Dubois     | 2 175 m  | 1'14"2 |
| 1998  | Hindie             | Tarass Boulba      | Serge Peltier        | Bernard Chaucheprat    | 2 175 m  | 1'15"1 |
| 1997  | Gentille de Brévol | Viking's Way       | Alain Laurent        | Alain Laurent          | 2 175 m  | 1'17"6 |
| 1996  | Floda Josselyn     | Workaholic         | Jean-Michel Bazire   | L. Goncalves-Fernandes | 2 175 m  | 1'17"7 |
| 1995  | Ezira Josselyn     | Royal Prestige     | Jean-Philippe Dubois | Jean-Philippe Dubois   | 2 700 m  | 1'18"4 |
| 1994  | Danse avec le Feu  | Armbro Goal        | Jean-Pierre Dubois   | Jean-Pierre Dubois     | 2 175 m  | 1'16"1 |
| 1993  | Classe de Tillard  | Workaholic         | Jean-Claude Hallais  | Jean-Claude Hallais    | 2 375 m  | 1'18"1 |
| 1992  | Bahama             | Quito de Talonay   | Jean-Étienne Dubois  | Jean-Pierre Dubois     | 2 100 m  | 1'16"8 |